# سیارک ۱۲۰۷۴
سیارک ۱۲۰۷۴ (به انگلیسی: 12074 Carolinelau، نامگذاری:1998FZ68) دوازده هزار و هفتاد و چهارمین سیارک کشف شده‌است که در ۲۰ مارس ۱۹۹۸ کشف شد.
قدر مطلق سیارک برابر ۱۷.۸ است.